# 전주우림초등학교
전주우림초등학교는 대한민국 전북특별자치도 전주시 완산구 효자동2가에 있는 초등학교다.

## 학교 연혁
- 2008.03.01 전주우림초등학교로 개교
- 2008.03.01 12학급 편성
- 2008.03.01 초대 이재봉 교장 부임
- 2017.03.01 제3대 김희정 교장 부임
- 2019.02.15 제11회 졸업식(계 150명)
- 2019.03.01 25학급 편성
- 2020.02.07 제12회 졸업식(계 141명)
- 2020.03.01 22학급 편성

## 학교 상징
- 교화 - 철쭉 : 봄에 화사하게 피는 꽃으로 우림 어린이의 밝은 마음과 고운 심성 나타냄
- 교목 - 소나무 : 우리나라를 대표하는 늘 푸른 나무로 우림 어린이의 변함없는 힘찬 기상을 나타냄
- 교조 - 비둘기 : 평화를 상징하며 우림어린이들이 사이좋게 더불어 살아가는 삶을 나타냄

## 참고 자료
- 전주우림초등학교 - 한국교육학술정보원 학교알리미